# موتوماهی جوروآ
موتوماهی جوروآ (نام علمی: Jurengraulis juruensis) نام یک گونه از تیره موتوماهیان است.